# Ali Berggren
Ali Magnus Berggren, född 6 oktober 1897 i Göteborg, död 22 maj 1973 i Jönköping, var en svensk ämbetsman.
Berggren, som var son till lokomotivförare S.A. Berggren och Mandolin Borelius, blev filosofie licentiat 1939. Han var anställd vid Göteborgs stads fattigvårdsstyrelse 1918–1924, ledamot av organisationssakkunniga 1928–1930, anställd vid Stockholms stads statistiska kontor 1930–1940, blev förste aktuarie 1937, tillförordnad byråchef vid Socialstyrelsen 1940 samt var byråchef och statens fattigvårdsinspektör från 1941.
Berggren var sekreterare i bland annat kommittén för utredning av understödsfrågor 1932, angående partiellt arbetsföra 1937, befolkningskommissionen 1937–1938, ledamot av bland annat ungdomsvårdskommittén 1943, åldringsvårdsutredningen från 1952 och styrelseledamot i Svenska sällskapet för åldersforskning från 1950. Han deltog i bildandet av The International Gerontological Association i Liège 1950, företog studieresa (angående åldrandet och åldringsvården) i USA 1953–1954 samt skrev artiklar i tidningar och tidskrifter.
Berggren är begravd på Dunkehalla kyrkogård i Jönköping.